# Rtkovo
Rtkovo (cyr. Ртково) – wieś w Serbii, w okręgu borskim, w gminie Kladovo. W 2011 roku liczyła 827 mieszkańców.